# Міністерство юстиції Швеції
Міністерство юстиції Швеції (швед. Justitiedepartementet) — міністерство уряді Швеції, несе відповідальність за законодавство, за шведську правову систему відповідно Конституції і загального адміністративного права, цивільного права, процесуального права і кримінального права. Міністерство юстиції також обробляє питання, пов'язані з розвитком демократії, правами людини, інтеграцією та меншинами, столичними справами, спортом та питання неурядових організацій. Міністерство знаходиться в канцелярії уряду (швед. Rosenbad). Утворене — у 1840 році.

## Сфери відповідальності
- Справи споживачів (цивільні справи)
- Кримінальні справи
- Політичні питання щодо демократії
- Міжнародно-правове співробітництво
- Судова система
- Законодавство
- Міграції та надання політичного притулку
- Стратегія попередження загрози тероризму
- Прозорість в ЄС

## Організація
Міністерство юстиції очолюване міністром юстиції Беатріс Аск. Тобіас Білльстрем є міністром із питань політики міграції та притулку. Політична виконавча влада включає в себе також державних секретарів, політичних радників і прес-секретарів.
Інші високопосадові чиновники — Генеральний директор з адміністративних питань, три генеральних директори з правових питань, Генеральний директор з міжнародних зв'язків, директор з планування, адміністративний директор, начальник відділу кадрів і керівник інформаційного відділку.
Нижче рівні виконавчої влади даного Міністерства поділені на 21 відділ.

## Міністри
- Нинішній міністр юстиції Беатріс Аск також є головою міністерства.
- Тобіас Білльстрем є міністром політики міграції та надання притулку в той же час
- Ньямко Сабуні є міністром з питань інтеграції та гендерної рівності. Сабуні намічений, щоб стати главою Міністерства інтеграції та рівноправності, коли воно було створене восени 2006 р..

## Євросоюз
Європейський союз тісно пов'язаний з роботою Міністерства юстиції Швеції у чотирьох царинах:
- судочинство та побутові питання (поліцейського і судового співробітництва у кримінальному праві, судове співробітництво у цивільному праві);
- внутрішні питання ринку (наприклад, патенти, авторське право та корпоративне право);
- відкритість (громадський доступ до офіційних документів);
- і з фактами дискримінації (не рівність)[3].

## Урядові установи
Міністерство юстиції є головною установою для наступних державних органів:
1. Канцлер юстиції швед. Justitiekanslern (JK)[4]. Галузь діяльності: Контролює тих, хто займається операціями з громадськістю, він несе відповідальність перед урядом за захист прав держави і дає урядові консультації та робить нагляд у правових питаннях.
2. Шведське агентство компенсації жертвам злочинів та підтримка адміністрації швед. Brottsoffermyndigheten (BrOM). Розташований в Умео[5]. Галузь діяльності: розглядає питання жертв злочину для компенсації і виділяє кошти з фонду для жертв злочинів.
3. Шведська рада інспекції даних швед. Datainspektionen (DI)[6]. Галузь діяльності: нагляд за захистом недоторканності приватного життя.
4. Шведське національне бюро з економічних злочинів швед. Ekobrottsmyndigheten[7].
5. Шведське управління виборами швед. Valmyndigheten. Розташований в Сольні[8].
6. Шведська національна рада судової медицини швед. Rättsmedicinalverket (RMV)[9]. Галузь діяльності: центральний адміністративний орган для судово-медичної психічної експертизи, судової хімії, судової медицини та судових генних операцій.
7. Шведська національна рада з попередження злочинності швед. Brottsförebyggande rådet (BRA)[10]. Галузь діяльності: сприяє попередженню злочинності, несе відповідальність за надання офіційної статистики для судового органу.
8. Шведська національна адміністрація судів швед. Domstolsverket (DV). Розташований в Єнчепінгу[11]. Галузь діяльності: Адміністрація національних судів як центральний адміністративний орган для державних судів, юридичних судів, регіональних судів і Національної юридичної допомоги адміністраціям.
9. Шведський правовий орган допомоги швед. Rättshjälpsmyndigheten розташований в Сундсваллю. Галузь операцій: адмініструє питання, що стосуються правової допомоги.
10. Шведська національна рада поліції швед. Rikspolisstyrelsen, (RPS)[12]. Галузь діяльності: Національне поліцейське управління як центральний адміністративний орган для поліції, він також є основним агентством з Національної лабораторії судової експертизи. Шведська служба безпеки та Національне управління карного розшуку — підрозділ, який управляє функціонуванням поліцейських операцій і є лише двома частинами Національної ради поліції.
11. Шведський омбудсмен у боротьбі з дискримінацією за ознакою сексуальної орієнтації швед. Ombudsmannen mot diskriminering på grund av sexuell läggning (HomO) (швед.)[13].
12. Шведський омбудсмен з питань етнічної дискримінації швед. Ombudsmannen mot etnisk diskriminering[14].
13. Шведські в'язниці і служба відбування покарань швед. Kriminalvårdsstyrelsen (KVS). Розташований в Norrköping[15].
14. Генеральний прокурор Швеції швед. Riksåklagaren (РА). Галузь діяльності: в офісі генерального прокурора, прокурор у Верховному суді, він являє собою найбільш високопоставленого прокурора з відомих прокурорів різних інстанцій, є центральним адміністративним органом для органів прокуратури.
15. Шведська національна наглядова рада громадських бухгалтерів швед. Revisorsnämnden[16]. Галузь діяльності: Наглядова рада Громадського нагляду бухгалтерів, питання офіційного затвердження і авторизації аудиторів, а також реєстрація аудиторських компаній.
16. Шведська національна консультативна рада генних технологій швед. Gentekniknämnden. Розташований в Сольні[17]. Галузь діяльності: у генних технологіях сприяють етично виправданому і безпечному використанню генних технологій через консультативну діяльність.
17. Шведська національна рада з інтеграції швед. Integrationsverket. Розташований в Норрчепінгу[18]. Галузь діяльності: Шведська рада з питань інтеграції політики Швеції, впливу в різних сферах життя суспільства.